# Street Fighter IV
Das Videospiel Street Fighter IV ist ein im Jahr 2008 erschienenes Fighting Game des Spieleherstellers Capcom. Street Fighter IV ist die erste Umsetzung der Street-Fighter-Reihe für PlayStation 3 und Xbox 360. Weitere Versionen des Spiels erschienen für Windows-PCs, Smartphones und den Handheld Nintendo 3DS. Das Spiel wurde über vier Millionen Mal verkauft.

## Veröffentlichung
Die erste offizielle Ankündigung des Titels erfolgte im Rahmen der Videospielmesse Gamer's Day in London am 17. Oktober 2007. Am 18. Juli 2008 erschien das Spiel dann als Arcade-Version in Japan. Im Februar 2009 folgten die Heimkonsolenfassungen für PlayStation 3 und Xbox 360. In Europa wurde neben der einfachen Version des Spieles auch eine Collector's Edition aufgelegt, die neben der Spiele-DVD zwei Figuren von Ryu und Crimson Viper, ein Artbook sowie eine DVD mit dem offiziellen Anime zu Street Fighter IV, The ties that bind (dt. „Bande die binden“; jap. Street Figher IV – Arata naru Kizuna (ストリートファイターIV〜新たなる絆〜), dt. „Street Figher IV – neue Bande/Fesseln“) enthielt.
Die Windows-Version des Spiels erschien im Juli 2009.

## Hintergrundgeschichte
Wie in den Vorgängerspielen bildet den Kern der Hintergrundgeschichte ein Turnier, bei dem die besten Kämpfer der Welt gegeneinander antreten. Im Vorfeld dieses Turniers verschwinden zahlreiche Kampfsportler und der Sponsor des Turniers, die Firma S.I.N. soll mit Shadaloo, der Verbrecherorganisation aus den Vorgängerspielen, in Verbindung stehen.
Die Hintergrundgeschichte wird in The ties that bind aus Sicht der Charaktere Ryu, Ken und Sakura, sowie Cammy, Chun-Li, Guile und Crimson Viper in einem parallelen Handlungsstrang dargestellt. Die beiden Handlungsstränge vereinigen sich gegen Ende und die Charaktere kämpfen gegen den Hauptgegenspieler Seth, den Chef von S.I.N. und wie sich herausstellt auch Mitarbeiter von Shadaloo.
Im Spiel dient die Hintergrundgeschichte als Roter Faden für den Arcade-Modus: Der Spieler bestreitet das Turnier aus Sicht der jeweiligen Charaktere. In Zwischensequenzen zu Beginn und nach Abschluss des Arcade-Modus werden die Rolle der Charaktere in der Geschichte bzw. ihre Beweggründe zur Teilnahme am Turnier beleuchtet.

## Spielkonzepte
Wie die anderen Teile der Reihe ist auch Street Fighter IV ein klassisches Fighting Game. Der Spieler kann zwischen drei Spielmodi wählen: Neben dem bereits angesprochenen Arcade-Modus, bei dem man mehrere Gegner im Zuge der Hintergrundgeschichte des gewählten Charakters besiegen muss, gibt es einen Versus-Modus, bei dem der Spieler gegen einen menschlichen oder Computergegner antritt sowie einen Herausforderungsmodus, bei dem der Spieler Aufgaben bewältigen muss, etwa das Durchführen bestimmter Schlagkombinationen oder das Besiegen möglichst vieler Gegner innerhalb eines Zeitlimits. Weiterhin existiert ein Trainingsmodus.
Erstmals in der Street-Fighter-Reihe ist auch ein Online-Modus verfügbar, bei dem man über das Internet gegen menschliche Gegner antreten kann. Zunächst war dies nur in Einzelduellen möglich; durch einen Patch im April 2009 wurde der sogenannte Championship-Modus nachgereicht, der nun auch Online-Turniere ermöglicht.

## Technik
Entgegen dem Trend zu fotorealistischer 3D-Grafik bleibt Street Fighter IV der Linie der Serie treu und bietet einen comicartigen Grafikstil, aufgrund dessen die Spielfiguren weiterhin wie Sprites anmuten. Zudem finden sich im Grafikstil Ansätze von Cel-Shading.
Das Spiel ist dennoch in 3D programmiert, was sich in den Hintergrundgrafiken sowie den Animationen bestimmter Spezialattacken, bei denen wechselnde Kameraperspektiven eingesetzt werden, zeigt.

## Charaktere
Die Arcade-Version des Spieles verfügt über 17 spielbare Charaktere. Darunter sind die „klassischen“ acht Charaktere und vier Endgegner, die bereits 1991 in Street Fighter II auftauchten:
- Blanka
- Chun Li
- Dhalsim
- E. Honda

- Guile
- Ken
- Ryu
- Zangief

- Balrog
- M.Bison
- Sagat
- Vega

Wie bereits in den Vorgängern sind auch in Street Fighter IV die Namen der „klassischen“ Endgegner im Vergleich zur japanischen Version geändert: Balrog heißt in Japan M.Bison, M.Bison Vega und Vega trägt den Namen Balrog.
Vier Charaktere haben ihr Debüt in der Street-Fighter-Reihe:
- Abel
- Crimson Viper
- El Fuerte
- Rufus

Mit Akuma existiert in der Arcade-Version ein versteckter spielbarer Charakter, der bereits aus früheren Street-Fighter-Spielen bekannt ist. Der reguläre Endgegner Seth – ein weiterer Debütant – und der versteckte Endgegner Gouken – ebenfalls aus früheren Spielen bekannt – sind in der Arcade-Version nicht spielbar. In der Konsolenversion können alle drei als spielbare Charaktere freigeschaltet werden; Gouken ist hierbei in der Street-Fighter-Serie erstmals selbst spielbar. Zudem wurden in der Konsolenversion sechs weitere aus früheren Spielen bekannte Charaktere integriert, die aber ebenfalls erst durch Erfolge im Spiel freigeschaltet werden müssen:
- Cammy
- Dan
- Fei Long
- Gen
- Rose
- Sakura

Durch die fünf neuen Charaktere erhöht sich die Gesamtzahl der Charaktere im Street-Fighter-Universum auf 62.

## Rezeption
Street Fighter IV wurde von der Fachpresse einhellig gut aufgenommen: Die japanische Videospielezeitschrift Famitsu bewertete das Spiel mit 34 von 40 Punkten, das US-Portal IGN mit 9,3 von 10 Punkten und die deutsche Zeitschrift M! Games mit 92 % (PS3) bzw. 91 % (Xbox 360). Die Webseite metacritic.com errechnete für Xbox 360 einen internationalen Wertungsdurchschnitt von 93 %. Die PC-Version von Street Fighter IV testete PC Games mit 92 % und GameStar mit 90 %. 4Players behandelte alle drei Versionen und gab u. a. der PC-Version ebenfalls 90 %. In der Zeitschrift Computer Bild wurde Street Fighter IV mit einer Note von 1,49 bewertet (PC, XBox 360, PS3)
In den ersten beiden Verkaufswochen wurden weltweit knapp eine Million Einheiten der beiden Heimkonsolenvarianten abgesetzt. In Japan war das Spiel kurz nach Veröffentlichung ausverkauft. Zum April 2011 hatten sich die Street-Fighter-4-Spiele über 4 Millionen Mal verkauft.

## Super Street Fighter IV
Am 27. April 2010 erschien in Nordamerika eine Variante mit dem Zusatz Super. Die Neuerungen bestehen im Wesentlichen aus neuen Spielmodi, darunter ein Online-Teamkampf mit bis zu acht Spielern. Zudem wurden mit T. Hawk, Dee Jay, Adon, Guy, Cody, Ibuki, Makoto und Dudley acht weitere Charaktere aus früheren Spielen integriert und die beiden neuen Charaktere Juri und Hakan eingeführt. Die Veröffentlichung in Japan erfolgte am 28. April, in Europa zwei Tage später. Der Titel wurde von Beginn an zu einem Preis unter den üblichen für neue Videospiele verkauft.

### 3DS-Version
Eine mit dem Zusatz 3D Edition versehene Variante erschien 2011 für Nintendo 3DS, als eines der ersten Spiele für die Konsole. Laut Publisher ist es das erste 3DS-Spiel, das mehr als eine Million Mal an den Handel geliefert wurde.

### Arcade Edition
Eine weitere Reiteration des Spiels unter dem Namen Super Street Fighter IV Arcade Edition erschien im Sommer 2011, für PlayStation 3, Xbox 360 und PCs. Diese fügt dem Figurensatz weitere vier Figuren hinzu, sodass sich die Gesamtzahl auf 39 erhöht.

## Ultra Street Fighter IV
Mitte 2014 erschien Ultra Street Fighter IV. Hauptsächliche Neuerungen sind sechs zusätzliche Stages und fünf weitere Charaktere: Decapre, Rolento, Elena, Hugo und Poison.

## Handy-Versionen
Im März 2010 erschien eine Version von Street Fighter IV für iPhone. Ein Jahr später erschien unter dem Namen Street Fighter IV: Volt eine Fassung mit Online-Mehrspieler-Möglichkeit.